# Loma Larga alagút
A Loma Larga alagút a mexikói Monterrey és San Pedro Garza García városokat köti össze, előbbi az alagút északi, utóbbi a déli végén található. A két külön pályából álló, 532 méter hosszú létesítmény 1998-ban készült el, ünnepélyes felavatásán részt vett Ernesto Zedillo, Mexikó elnöke is.
2016 októberének végén a mennyezetről betondarabok hullottak az úttestre, köztük fél méteres nagyságúak is. Személyi sérülés nem történt, járművekben nem esett kár.

## Képek

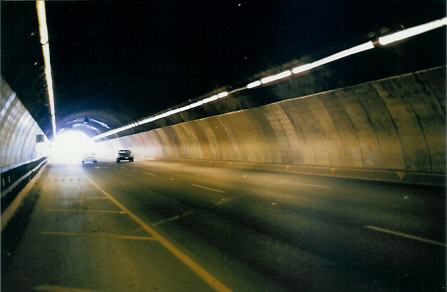
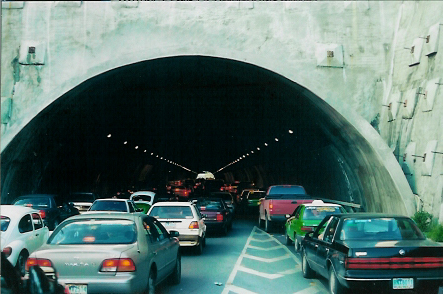